# Einwohnerentwicklung von Eilenburg
Dieser Artikel gibt die Einwohnerentwicklung von Eilenburg tabellarisch und graphisch wieder. Die Zahl der Einwohner folgt dabei dem jeweiligen Gebietsstand.

## Bevölkerungsentwicklung

### Von 1400 bis 1800
Um 1400 wurden in Eilenburg 147 steuerbare Hausbesitzer gezählt, nimmt man als durchschnittliche Familiengröße sechs Personen an, lebten zu der Zeit etwa 900 Menschen in der Stadt. Die Einwohnerzahl stieg bis ins 16. Jahrhundert auf geschätzt über 1000. Während des Dreißigjährigen Krieges stieg die Zahl der in Eilenburg lebenden Menschen sprunghaft an, da infolge der Schlacht bei Breitenfeld hunderte Verwundete und schätzungsweise 1500 Kriegsgefangene in die Stadt verbracht wurden. In der damit immens übervölkerten Stadt starben zwischen 1631 und 1633 etwa 1350 Personen, denen lediglich 333 registrierte Geburten gegenüberstanden. Durch die sich ausbreitende Pest gibt das Totenregister der Eilenburger Pfarrkirche für dieses Jahr 3161 Seuchentote und weitere 900 namenlose Dörfler an. Damalige Schätzungen kamen auf bis zu 8000 Todesfälle in der kleinen Stadt. Nach Ende des Krieges war Eilenburg eine zerstörte und verarmte Stadt. Durch die Ereignisse des Siebenjährigen Krieges wurden 1759 in der Stadt etwa 3500 verwundete preußische Soldaten aufgenommen. Die Einwohnerzahl stagnierte im ausgehenden 18. Jahrhundert bei etwa 2000.
| Jahr    | Einwohner                                                            |
| ------- | -------------------------------------------------------------------- |
| um 1400 | 147 steuerbare Hausbesitzer insgesamt 880 plus 264 in den Vorstädten |
| 1530    | 182 Hauswirte insgesamt etwa 1.900 einschließlich Kültzschau         |
| 1551    | 209 Hauswirte 112 Pfahlbürger und Hausgenossen 126 Inwohner          |
| 1637 ²  | 9.000                                                                |
| 1774    | 375 Feuerstätten                                                     |
| 1779 ¹  | 1.420                                                                |
| 1784 ¹  | 1.455                                                                |
| 1786 ¹  | 1.477                                                                |
| 1788 ¹  | 1.419                                                                |

¹ Einwohner ab zehn Jahren

² Schätzung

### Von 1800 bis 1899
Mit den Auswirkungen des Wiener Kongresses, nach dessen Bestimmungen Eilenburg von Sachsen an Preußen abgetreten werden musste, entwickelte sich das Gewerbe und die Einwohnerzahl stieg bereits bis 1816 sprunghaft auf knapp 5000 Menschen an, was den Übergang von einer Land- zur Kleinstadt mit industrieller Prägung markiert. In den Folgejahren fand ein starker Zustrom der Landbevölkerung in die Stadt mit ihren zahlreichen und weiter expandierenden Industriebetrieben statt. Etwa 1850 überschritt die Einwohnerzahl die Marke von 10.000. Die Stadt ist zu dieser Zeit größer als Torgau, Bitterfeld, Delitzsch und Wittenberg. Weitere Gründungen und fortwährendes Wachstum der vorhandenen Betriebe sorgten bis zu Beginn des 20. Jahrhunderts für ein stetes Bevölkerungswachstum. Zur Jahrhundertwende lebten etwa 15.000 Menschen in Eilenburg.
| Jahr      | Einwohner |
| --------- | --------- |
| um 1800 ² | 2.000     |
| 1806      | ▲2.120    |
| 1816      | ▲4.626    |
| 1817      | ▼4.545    |
| 1818      | ▲4.562    |
| 1819      | ▼4.469    |
| 1820      | ▲4.699    |
| 1821      | ▲4.813    |
| 1822      | ▲4.982    |
| 1825      | ▲5.532    |

| Jahr   | Einwohner |
| ------ | --------- |
| 1828   | ▲5.975    |
| 1829   | ▲6.500    |
| 1830   | ▼6.291    |
| 1834   | ▲7.175    |
| 1837   | ▲7.699    |
| 1840   | ▲8.244    |
| 1843   | ▲8.733    |
| 1846   | ▲9.352    |
| 1849   | ▲9.741    |
| 1852 ² | ▲10.300   |

| Jahr   | Einwohner |
| ------ | --------- |
| 1854   | ▼10.254   |
| 1855   | ▼9.901    |
| 1857   | ▼9.819    |
| 1859   | ▲10.043   |
| 1861   | ▲10.381   |
| 1865   | ▲10.384   |
| 1867   | ▼10.286   |
| 1870   | ▲10.378   |
| 1871 ¹ | ▼10.135   |
| 1872   | ▼10.133   |

| Jahr | Einwohner |
| ---- | --------- |
| 1873 | ▲10.263   |
| 1874 | ▼10.187   |
| 1875 | ▲10.312   |
| 1876 | ▲10.406   |
| 1877 | ▲10.508   |
| 1878 | ▲10.643   |
| 1879 | ▲10.765   |
| 1880 | ▼10.653   |
| 1881 | ▲10.778   |
| 1882 | ▲10.854   |

| Jahr | Einwohner |
| ---- | --------- |
| 1883 | ▼10.826   |
| 1884 | ▲11.022   |
| 1885 | ▲11.147   |
| 1886 | ▲11.412   |
| 1887 | ▲11.812   |
| 1888 | ▲12.186   |
| 1889 | ▲12.445   |
| 1890 | ▲12.703   |
| 1891 | ▲12.761   |
| 1892 | ▲12.798   |

| Jahr   | Einwohner |
| ------ | --------- |
| 1893   | ▲12.833   |
| 1894   | ▲13.217   |
| 1895 ¹ | ▲13.399   |
| 1896   | ▲13.658   |
| 1897   | ▲14.061   |
| 1898   | ▲14.384   |
| 1899   | ▲14.726   |

¹ Volkszählungsergebnis, jeweils 1. Dezember

² Rundung

### Von 1900 bis 1945
Das Wachstum setzte sich Anfang des 20. Jahrhunderts fort. Der Einzug der Reichswehr in die neue Kaserne am Vorabend des Ersten Weltkrieges sorgte zudem für einen Sprung der Bewohnerzahl, in die nun auch das stationierte Militär eingerechnet wurde. Durch den Krieg und den Abzug des stationierten Infanterie-Regiments sank die Einwohnerzahl etwas, was jedoch durch ein stetes Wachstum in den Folgejahren ausgeglichen wurde. Lediglich das Jahr der Hyperinflation 1923 bremste das Wachstum etwas. Die Weltwirtschaftskrise 1929 brachte zwar eine enorme Arbeitslosigkeit, wirkte sich jedoch nicht nachhaltig auf die Einwohnerzahl aus. Diese hatte sich bis zur Machtergreifung der Nationalsozialisten bei etwa 20.000 eingependelt.
In den letzten Monaten des Zweiten Weltkriegs nahm die Einwohnerzahl stark zu. Zum einen handelte es sich dabei um Frauen und Kinder, die aus dem Rheinland nach Mitteldeutschland umgesiedelt wurden, zum anderen waren dies Flüchtlinge aus den Deutschen Ostgebieten. Hinzu kamen eine große Zahl Zwangsarbeiter in der Rüstungsindustrie. Man schätzt die Zahl der Bewohner Anfang 1945 auf etwa 30.000. Die übervölkerte Stadt fiel durch eine Artillerieschlacht im April 1945 in Schutt und Asche.
| Jahr   | Einwohner |
| ------ | --------- |
| 1900   | ▲15.120   |
| 1905 ¹ | ▲15.725   |
| 1906   | ▲16.041   |
| 1908   | ▲16.347   |
| 1909   | ▲16.896   |
| 1910 ¹ | ▲17.401   |
| 1912   | ▲17.832   |
| 1913   | ▲17.976   |
| 1914   | ▲19.003   |
| 1915   | ▼18.138   |

| Jahr   | Einwohner |
| ------ | --------- |
| 1916   | ▲18.933   |
| 1917   | ▲19.198   |
| 1918   | ▼17.557   |
| 1919   | ▲17.806   |
| 1920   | ▲17.899   |
| 1921   | ▲18.105   |
| 1922   | ▲18.208   |
| 1923   | ▲18.201   |
| 1924   | ▼18.051   |
| 1925 ¹ | ▲18.172   |

| Jahr   | Einwohner |
| ------ | --------- |
| 1927   | ▲18.336   |
| 1929 ³ | ▲19.000   |
| 1930   | ▲19.200   |
| 1939 ¹ | ▲20.750   |
| 1944 ² | ▲26.000   |
| 1945 ² | ▲30.000   |

¹ Volkszählungsergebnis; 1905 und 1910: 1. Dezember, 1925: 16. Juni, 1939: 17. Mai

² Schätzung

³ Rundung

### Von 1946 bis 1989
Im April 1945 war Eilenburg Schauplatz einer verheerenden Verteidigungsschlacht, in deren Folge 65 Prozent aller Gebäude der Stadt zerstört wurden, 200 Menschen starben durch den Beschuss. Durch den nun fehlenden Wohnraum verließen trotz der gewaltigen Flüchtlingsströme aus den deutschen Ostgebieten viele die Stadt; so lebten ein Jahr nach Kriegsende 2000 Menschen weniger als vor dem Krieg in der Stadt. In den 1950er Jahren wurde die Stadt wieder aufgebaut, zudem wurde Eilenburg 1952 Sitz des neu gebildeten gleichnamigen Kreises. Die Stadt wuchs allmählich wieder. Anfang der 1960er Jahre lag die Einwohnerzahl auf dem Vorkriegsniveau. Bis Mitte der 1970er-Jahre setzte sich das Bevölkerungswachstum fort: 1974 wurde mit 22.245 der historische Höchststand gemessen, Eilenburg war nunmehr eine Mittelstadt und im Ranking der DDR-Städte die 104. größte Stadt vor den umliegenden Städten Torgau, Wurzen, Grimma und Oschatz. Von da an sank die Einwohnerzahl zunächst etwas, stieg zur Mitte der 1980er-Jahre aber auch wieder an. Zum Ende der DDR lebten in Eilenburg knapp 22.000 Menschen.
| Jahr/Datum        | Einwohner |
| ----------------- | --------- |
| 29. Oktober 1946  | ▼19.980   |
| 1947              | ▲20.680   |
| 31. August 1950   | ▼18.766   |
| 31. Dezember 1960 | ▲19.371   |
| 31. Dezember 1964 | ▲21.191   |
| 31. Dezember 1971 | ▲22.129   |
| 31. Dezember 1974 | ▲22.245   |
| 31. Dezember 1977 | ▼22.128   |
| 31. Dezember 1979 | ▼21.792   |
| 31. Dezember 1981 | ▼21.673   |
| 31. Dezember 1984 | ▲21.918   |
| 30. Juni 1985     | ▲21.955   |
| 31. Dezember 1986 | ▼21.931   |
| 31. Dezember 1988 | ▼21.675   |

### Ab 1990
Die Wendejahre 1989/1990 stellen eine wichtige Zäsur in der Entwicklung der Stadt dar. Die wirtschaftlichen und politischen Umwälzungen führten zu einer weitgehenden Deindustrialisierung und hoher Arbeitslosigkeit. Durch die daraus folgende Abwanderung sowie die schon zur DDR-Zeit bestehende Differenz zwischen Geburten und Sterbefällen war die Stadt insbesondere in den 1990er- und 2000er-Jahren einem gravierenden Schrumpfungsprozess ausgesetzt und verlor bis 2012 fast ein Viertel der Einwohner verglichen mit der Zahl 1990. Insbesondere in den Jahren 1990 und 1991 war eine starke Wegzugstendenz zu verzeichnen, wohingegen in den Jahren 1992 und 1993 die Zuzüge leicht überwogen. Eine besonders starke Abwanderung war in den Jahren 1995, 1996 und – begründet durch das schwere Muldehochwasser – 2002 zu bemerken, hingegen konnten 2003 wieder mehr Zu- als Wegzüge verzeichnet werden. 1994 verlor die Stadt den Kreissitz. Im selben Jahr wurde erstmals seit über vierzig Jahren die 20.000-Einwohner-Marke unterschritten und seitdem nicht wieder erreicht. 1997 stieg die Einwohnerzahl durch die Eingemeindung der Gemeinde Kospa-Pressen an, real verlor die Stadt jedoch auch in diesem Jahr über einhundert Bewohner.
Seit Anfang der 2010er-Jahre ist eine Trendwende dieser Entwicklung zu beobachten. So überwiegen seit 2012 die Zuzüge gegenüber den Wegzügen. Seit 2015 übersteigt der positive Wanderungssaldo das Geburtendefizit, so dass seither die Einwohnerzahl wieder leicht ansteigt. Treiber des Zuzugs ist zum einen die im Rahmen der Flüchtlingskrise der Jahre 2015 und 2016 erfolgte Zuwanderung, zum anderen die Suburbanisierung aus der stark wachsenden Stadt Leipzig. Die Stadt forciert den Trend seit 2016 mit einer Wohnstandortkampagne.
| Datum               | Einwohner | Zuzüge | Wegzüge | Geburten | Sterbefälle | Saldo |
| ------------------- | --------- | ------ | ------- | -------- | ----------- | ----- |
| 31. Dezember 1990   | ▼20.688   |        |         |          |             |       |
| 31. Dezember 1991   | ▼20.272   | 520    | 759     | 127      | 304         | −416  |
| 31. Dezember 1992   | ▼20.208   | 698    | 629     | 120      | 253         | −64   |
| 31. Dezember 1993   | ▼20.126   | 674    | 629     | 125      | 252         | −82   |
| 31. Dezember 1994   | ▼19.852   | 608    | 749     | 115      | 248         | −272  |
| 31. Dezember 1995   | ▼19.615   | 625    | 1017    | 145      | 261         | −237  |
| 31. Dezember 1996   | ▼19.135   | 540    | 922     | 133      | 240         | −480  |
| 31. Dezember 1997 ¹ | ▲19.539   | 546    | 604     | 107      | 223         | +404  |
| 31. Dezember 1998   | ▼19.073   | 463    | 617     | 110      | 165         | −466  |
| 31. Dezember 1999   | ▼18.844   | 482    | 502     | 103      | 183         | −229  |

| Datum             | Einwohner | Zuzüge | Wegzüge | Geburten | Sterbefälle | Saldo |
| ----------------- | --------- | ------ | ------- | -------- | ----------- | ----- |
| 31. Dezember 2000 | ▼18.642   | 648    | 675     | 107      | 152         | −202  |
| 31. Dezember 2001 | ▼18.525   | 349    | 429     | 123      | 142         | −117  |
| 31. Dezember 2002 | ▼18.011   | 697    | 983     | 112      | 184         | −514  |
| 31. Dezember 2003 | ▼17.965   | 736    | 713     | 127      | 243         | −46   |
| 31. Dezember 2004 | ▼17.771   | 625    | 699     | 119      | 180         | −194  |
| 31. Dezember 2005 | ▼17.551   | 637    | 663     | 110      | 210         | −220  |
| 31. Dezember 2006 | ▼17.355   | 648    | 725     | 118      | 211         | −196  |
| 31. Dezember 2007 | ▼17.248   | 566    | 576     | 142      | 204         | −107  |
| 31. Dezember 2008 | ▼17.072   | 526    | 599     | 127      | 229         | −176  |
| 31. Dezember 2009 | ▼16.777   | 681    | 757     | 128      | 240         | −295  |

| Datum              | Einwohner | Zuzüge | Wegzüge | Geburten | Sterbefälle | Saldo |
| ------------------ | --------- | ------ | ------- | -------- | ----------- | ----- |
| 31. Dezember 2010  | ▼16.390   | 620    | 716     | 129      | 239         | −387  |
| 31. Dezember 2011² | ▼16.113   | 542    | 639     | 121      | 255         | −277  |
| 31. Dezember 2012  | ▼15.951   | 665    | 655     | 113      | 250         | −162  |
| 31. Dezember 2013  | ▼15.907   | 712    | 592     | 127      | 271         | −44   |
| 31. Dezember 2014  | ▼15.798   | 726    | 718     | 135      | 236         | −109  |
| 31. Dezember 2015  | ▲15.838   | 797    | 610     | 120      | 255         | +40   |
| 31. Dezember 2016  | ▲15.973   | 923    | 666     | 133      | 246         | +135  |
| 31. Dezember 2017  | ▲16.016   | 906    | 738     | 135      | 240         | +43   |
| 31. Dezember 2018  | ▲16.042   | 932    | 752     | 108      | 286         | +26   |
| 31. Dezember 2019  | ▼15.995   | 860    | 723     | 131      | 281         | -47   |

| Datum             | Einwohner | Zuzüge | Wegzüge | Geburten | Sterbefälle | Saldo |
| ----------------- | --------- | ------ | ------- | -------- | ----------- | ----- |
| 31. Dezember 2020 | ▲16.102   | 938    | 647     | 125      | 291         | +107  |
| 31. Dezember 2021 | ▲16.112   | 870    | 685     | 114      | 288         | +10   |

¹ Anstieg durch Eingemeindung von Kospa-Pressen, realer Saldo -116

² Volkszählungsergebnis zum Stichtag 9. Mai 2011: 15.794

Quelle: Statistischer Jahresbericht der Stadt Eilenburg 1990–2021. Das Statistische Landesamt des Freistaates Sachsen gibt für Eilenburg einen leicht abweichenden Bevölkerungsbestand an.

## Bevölkerungsprognose

### Bertelsmann-Stiftung (2008)

Prognose der Bertelsmann-Stiftung im Vergleich zur realen Entwicklung ab 1990

In ihrem 2008 publizierten „Wegweiser Demographischer Wandel 2025“, in dem die Bertelsmann-Stiftung Daten zur Entwicklung der Einwohnerzahl von 2959 Kommunen in Deutschland liefert, wird Eilenburg in die Kategorie 4 eingeordnet; in dieser Kategorie befinden sich Städte mit stark rückläufiger Bevölkerungszahl und Überalterung der Gesellschaft. Weitere Merkmale für diese Kategorie sind hohe Arbeitslosigkeit und geringes Wirtschaftspotenzial. Für Eilenburg wird ein Schrumpfen der Bevölkerung zwischen 2006 und 2025 um 12,4 Prozent (2152 Personen) vorausgesagt. Im Vergleich zu 1990 entspricht das einem Rückgang von 26,5 Prozent (5485 Personen). Das Durchschnittsalter wird nach dieser Prognose von 45,0 2006 auf 50,5 2025 steigen. Der Anteil an Rentnern und Hochbetagten wird weiter steigen, wohingegen der Anteil der Bevölkerung im Familiengründungsalter auf knapp über 20 Prozent sinken wird.
Verschärfend wirken sich dabei die Wanderungsverluste aus; insbesondere die stark negative Bildungswanderung (−56,5 Personen je 1000) und die Familienwanderung (−8,8 Personen je 1000), wohingegen die Wanderung zu Beginn der zweiten Lebenshälfte (−1,9 Personen je 1000) marginal und die Alterswanderung (+6,2 Personen je 1000) sogar positiv ausfällt. (Angaben beziehen sich auf das Jahr 2009)
| Jahr (31. Dez.) | Einwohner | %    | Anteil 0–2-Jährige | Anteil 3–5-Jährige | Anteil 6–9-Jährige | Anteil 10–15-Jährige | Anteil 16–18-Jährige | Anteil 19–24-Jährige | Anteil 25–44-Jährige | Anteil 45–64-Jährige | Anteil 65–79-Jährige | Anteil über 80-Jährige |
| --------------- | --------- | ---- | ------------------ | ------------------ | ------------------ | -------------------- | -------------------- | -------------------- | -------------------- | -------------------- | -------------------- | ---------------------- |
| 2006            | 17.355    | 100  | 2,2 %              | 2,3 %              | 2,6 %              | 4,1 %                | 3,9 %                | 7,7 %                | 26,3 %               | 27,3 %               | 18,6 %               | 5 %                    |
| 2010            | 16.850    | 97,9 | 2,2 %              | 2,2 %              | 3,1 %              | 4,2 %                | 2,0 %                | 6,9 %                | 24,1 %               | 30 %                 | 19 %                 | 6,3 %                  |
| 2015            | 16.280    | 93,8 | 2,1 %              | 2,3 %              | 3,0 %              | 4,8 %                | 2,1 %                | 4,4 %                | 22,6 %               | 32,7 %               | 18,2 %               | 7,9 %                  |
| 2020            | 15.756    | 90,8 | 1,8 %              | 2,1 %              | 3 %                | 4,8 %                | 2,5 %                | 4,7 %                | 21,2 %               | 31,2 %               | 18 %                 | 10,6 %                 |
| 2025            | 15.203    | 87,6 | 1,7 %              | 1,9 %              | 2,8 %              | 4,8 %                | 2,5 %                | 5,1 %                | 20,4 %               | 29,4 %               | 20,3 %               | 11,3 %                 |

Quelle: Bertelsmann-Stiftung

## Bevölkerungsstruktur
Der Anteil der weiblichen Bevölkerung überwiegt in Eilenburg mit 300 gegenüber dem männlichen Anteil an der Bevölkerung. Mit 50,9 Prozent weiblicher Einwohner liegt Eilenburg über dem Landkreisschnitt (50,5 Prozent), sowie über dem Frauenanteil der anderen großen Landkreisstädte, jedoch knapp unter dem landesweiten (51,1 Prozent) und dem bundesweiten Schnitt (51,0 Prozent). 2008 lebten 791 Ausländer in Eilenburg, was einem Anteil von 4,6 Prozent an der Gesamtbevölkerung entspricht. Dieser Anteil liegt sowohl über dem Landkreisdurchschnitt (1,9 Prozent), als auch dem landesweiten Schnitt (2,75 Prozent), jedoch deutlich unter dem bundesweiten Schnitt (8,2 Prozent) zum selben Stichtag. Es stellt den prozentual höchsten und den absolut zweithöchsten Ausländeranteil aller Städte im Landkreis Nordsachsen dar.
| Indikator                   | 25. Februar 1993 | 31. Dezember 2008 |
| --------------------------- | ---------------- | ----------------- |
| Einwohner mit Hauptwohnsitz | 20.241           | 17.072            |
| davon weiblich              | 10.446           | 8.686             |
| davon männlich              | 9.582            | 8.386             |
| Deutsche                    | 20.028           | 16.281            |
| Ausländer                   | 213              | 791               |
| Ausländeranteil in Prozent  | 1,05             | 4,6               |

Quelle: Statistisches Landesamt des Freistaates Sachsen

## Einwohner nach Stadtteilen
Da die Stadtteile Berg, Mitte und Ost der Kernstadt nicht getrennt statistisch erfasst werden, kann eine genaue Aussage über die Einwohnerzahl der einzelnen Stadtteile nur über die Kernstadt sowie die sechs Ortsteile getroffen werden. Dabei stellt Kospa den größten, Zschettgau den kleinsten Ortsteil dar. Insgesamt wohnten 2008 1262 Einwohner in den Ortsteilen, was damals 7,3 Prozent der Eilenburger ausmachte. Der Anteil der weiblichen Bevölkerung in den Ortsteilen überwiegt leicht mit 51,3 Prozent. Im Vergleich zu umliegenden Städten, die von Eingemeindungen profitierten, ist der Anteil an Ortsteilbewohnern in Eilenburg eher gering, so dass das zusammenhängende Stadtgebiet für sich größer ist, als etwa dieses der insgesamt größeren Städte Wurzen oder Schkeuditz.
| Ortsteil   | weiblich | männlich | gesamt |
| ---------- | -------- | -------- | ------ |
| Behlitz    | 90       | 89       | 179    |
| Hainichen  | 129      | 115      | 244    |
| Kospa      | 132      | 122      | 252    |
| Pressen    | 109      | 107      | 216    |
| Wedelwitz  | 99       | 99       | 198    |
| Zschettgau | 88       | 85       | 173    |
| Gesamt     | 647      | 615      | 1262   |

Stand: 4. Juni 2008
Quelle: Stadtverwaltung Eilenburg